# 帕里普埃拉
帕里普埃拉是巴西阿拉戈斯州的一个市镇。总面积92.71平方公里，总人口9586人，人口密度103.4人/平方公里。